# Grupo 5 (automovilismo)
El Grupo 5 era una homologación de la Federación Internacional del Automóvil (FIA) para las competiciones de automovilismo. Aunque originalmente estaba limitada a automóviles deportivos de producción, la clasificación fue redefinida en 1972 para excluir cualquier mínimo de producción. Fue modificada nuevamente en 1976, para ser una Fórmula ejemplo basada en vehículos de producción homologados en los Grupos 1 al 4. En esta última presentación, el Grupo 5 fue asociado con vehículos de grandes carrocerías y gran potencia.

## Antecedentes del Grupo 5
En un esfuerzo por reducir las velocidades generadas en Le Mans y otros circuitos rápidos de la época, así como por la capacidad ilimitada de los vehículos prototipo del Grupo 6 (como los Ford con motores de 7 litros) y con el fin de animar a los constructores de motores Fórmula 1 de 3 litros a participar en competencias de resistencia, la Comisión Deportiva Internacional, en ese entonces la rama independiente de competición de la FIA, anunció que el nuevo Campeonato Mundial de Constructores sería para prototipos deportivos del Grupo 6 con motores de 3 litros, para las cuatro temporadas comprendidas de 1968 a 1971.
Siendo conscientes de que pocos fabricantes estaban listos para tomar de inmediato el reto, el CSI también permitió la participación de coches del Grupo 4 (motor cinco litros) fabricados en cantidades de al menos 50 unidades. Este objetivo permitió coches como el envejecido Ford GT40 y el nuevo cupé Lola T70.
En abril de 1968, el CSI anunció que, ya que hubo pocas entradas en los 3 litros,agrupan 6 categoría del Prototipo, la figura mínima de producción para competir en el Grupo 4 categoría casual del Campeonato Internacional de Marcas se acortarían del 50 al 25 empezando 1969 directos para el fin planificado de las reglas en 1971. Esto estaba principalmente para dejar la homologación entrar en Grupo 4 de coches como el Ferrari 275 LM y la Lola T70 que no había salido a la luz en suficientes cantidades para calificar, (a menos que, en el caso de la Lola T70, los coches abiertos de Can-Be fuesen contados igualmente).
Iniciando en julio de 1968, Porsche hizo un esfuerzo sorprendente y muy caro para aprovecharse de esta regla. Como reconstruían vehículos de carreras con chasis nuevo en cada carrera o dos de cualquier manera, se decidieron concebir, diseñar y construir 25 versiones de un coche enteramente nuevo para la categoría casual con un objetivo: ganar su primera victoria global en las 24 Horas de Le Mans. En sólo diez meses el Porsche 917 fue desarrollado, se basó en el Porsche 908, con tecnología notable: el primer motor de 12 cilindros de Porsche, y muchos componentes hechos de titanio, magnesio y lloys que habían sido desarrollados para corredores ligeros de campeonatos de montaña. Otras formas de reducción del peso fueron bastante simples, como una manija de la palanca de cambios hecha de madera Balsa.
Como Porsche fue el primero en ser visitado por los inspectores CSI sólo tres coches fueron completados, mientras que 18 eran ensamblados y siete círculos adicionales de partes estaban presentes. Porsche sostuvo la opinión que si ensamblasen los coches luego tendrían para desarmarlos otra vez a preparar los coches para correr a velocidad. Los inspectores rehusaron la homologación y pidieron ver 25 coches armados.
El 20 de abril Ferdinand Piëch estacionó 25 Porsche 917 delante de la fábrica Porsche para los inspectores del CSI. Piech ofreció la oportunidad para conducir uno de los coches , lo cual fue rechazado.
Durante junio de 1969, Enzo Ferrari vendió medio de sus acciones para FIAT, y usó una parte de ese dinero para hacer qué Porsche terminara 6 meses más temprano y para construir 25 coches energizados por 5 litro V12 para competir contra ellos. Con la ayuda financiera en aprobación, la inversión arriesgada fue hecha y los coches excedentes estaban dirigidos a ser vendidos para poner a competir a los clientes por la estación del 1970. En 9 meses Ferrari confeccionó 25 coches 512S.
Las entradas Ferrari sólo constaron de los coches de la fábrica, afinadas por SpA SEFAC y allí estaban los coches privados de Francorchamps Scuderia Filipinetti, N.A.R.T., Écurie, Scuderia Picchio Rosso, Gelo Acelerando Al Máximo a Montjuich del Equipo y Escudería que no recibe el mismo soporte de la fábrica. Fueron considerados como pastas para relleno del campo, nunca como candidato para una ganancia. En Porsche, sin embargo, JWA Gulf, KG Salzburg que fue luego reemplazada por Martini Racing para la siguiente estación, admitido por la mayoría todo soporte directo de la fábrica y los corsarios les gusta AAW Shell Corriendo a Velocidad y el Correr a Velocidad David Piper recibió un soporte mucho mejor que los clientes de Ferrari.
El problema del 917 en inestabilidades se resolvió con una escotilla trasera revisada, lo cual fue llamado 917K (Kurzheck). Hubo una larga versión de la cola conocido como el 917LH (Langheck). A último de lo 1970 la estación, Ferrari introdujo algunas carreras con una nueva versión de lo 512, el 512M que tuvo una carrocería revisada.

## 1ª Generación del Grupo 5 "Coches de Sport de 5 L" 1966 - 1969
Para la 1970 la estación, la FIA renombró el Grupo 4 categoría que fue ahora para ser conocida como Grupo 5. El requerimiento mínimo de producción quedó a 25 y el límite de aptitud del motor quedó en 5 litros.
Durante 1970 la FIA decidió eliminar el Grupo 5 existente categoría Casual cuando las reglas caducaron al final del 1971, así es que los 917s grandes y 512s tendrían que irse a la cama al final de ese año. Sorprendentemente, Ferrari decidió entregar cualquier esfuerzo oficial con lo 512s para prepararse para la estación 1972. Pero muchos 512s fueron todavía acelerados al máximo por equipos exclusivos, la mayor parte de ellos mutaron para la especificación de la M. Como resultado del cambio de regla, la popularidad de carrera de carros sufrió y no recobró hasta la siguiente década con el advenimiento de Grupo C que incidentalmente fue sacada a la fuerza de la competencia a favor de la fórmula del motor 3.5 atmo, reminiscente de acontecimientos diecinueve años previos.

## 2ª Generación Grupo 5 "3 Litre Sports Cars" 1970 - 1971

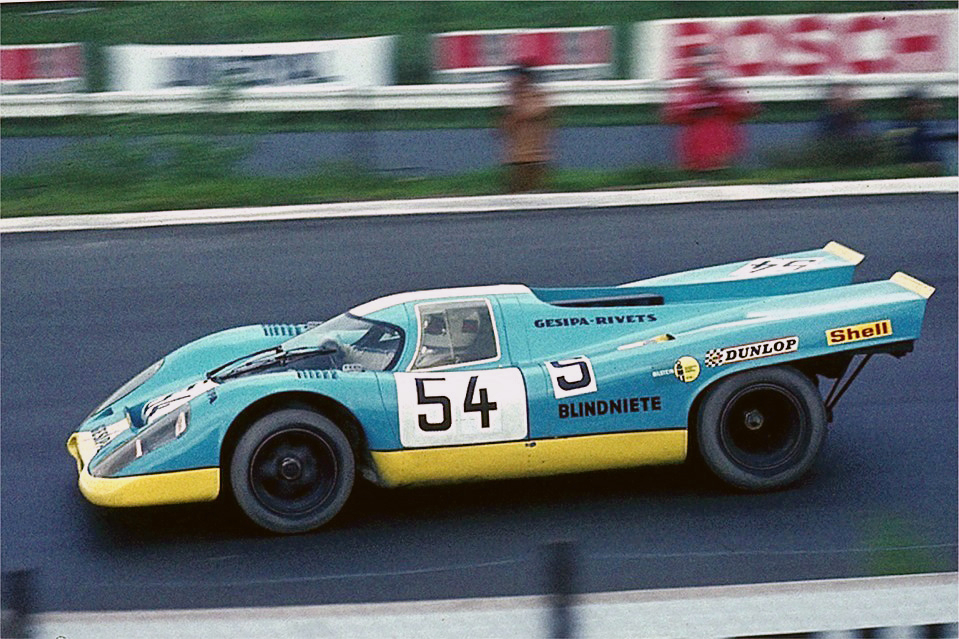
Porsche 917, 1970

En 1972, la FIA renombró el Grupo 6 como Grupo 5. Estos vehículos, limitados una 3.000 copia, fuera los competidores de la cañería maestra en acontecimientos contantes hacia "el Campeonato" recién "mundial" renombrado de FIA "para Marca" de 1972 uno 1975. A diferencia del viejo Grupo 5, no hubo requisito mínimo de producción para la clase nueva.

## 3ª Generación Grupo 5 "Special Production" cars 1972 - 1975

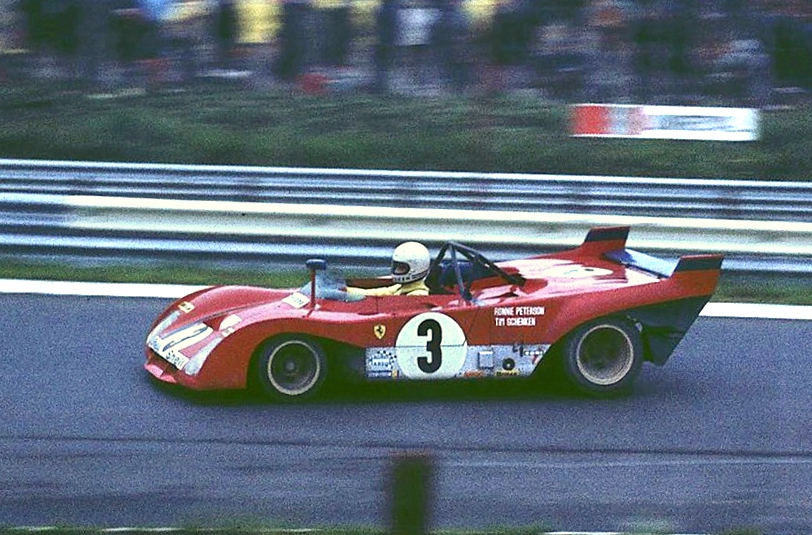
Ferrari 312PB, 1972.

Para la temporada 1976 la FIA introdujo un nuevo Grupo 5 "Special Production" class, permitiendo amplias modificaciones en los vehículos derivados de la producción.Estos coches confutarían el Campeonato Mundial para la serie de Marcas de ese año. Las reglas de la FIA restringían el ancho de los coches, por lo que los fueron construidos con el ancho estándar, pero no los guardabarros que eran más anchos. Las nomas sin embargo no mencionan el alto de los focos, por lo tanto cuando Porsche originalmente iban a entrar en el 935 con el alto de luces de fábrica, ellos leyeron las reglas y encontraron un vacío legal, por lo que compitieron con el 935 con las narices planas de la marca registrada. La categoría también se asocia sobre todo con los arcos de las ruedas de ancho cuadrado y un estilo extravagante de las carrocerías.
La categoría sería reemplazada en 1982 por el Grupo B, pero continuó compitiendo en el Campeonato Japonés de Sport Prototipos (JSPC), la categoría IMSA GTX y otros campeonatos nacionales de carreras del coche deportivo para algunos años más. Los únicos acontecimientos del poco circuito que usaron coches 5 Group estaban en el rally automovilístico Giro D'Italia Automobilistica. En Japón, el cuadrado travieso ancho con estilo delantero extendido del cuerpo humano del expoliador está todavía favorecido en medio de chóferes del bosozoku, personificadores de lo anterior y los abánicos del estilo del cuerpo humano, quién usualmente la constitución es un estilo del cuerpo humano más, más de exagerado.

## Vehículos del Grupo 5
1ª Generación
- Porsche 917 (incluidos los Kurzheck (K), Langheck (LH), widebody shortnose 917/20)
- Ferrari 512M/S
- Lola T70
- Ford GT40 Mk 1

2ª Generación
- Ferrari 312P
- Matra-Simca MS670
- Mirage M6
- Alfa Romeo T33TT/12
- Renault Alpine A442

3ª Generación
- Porsche 935 (incluido el 935-77, 935-78 conocido como Moby-Dick y el diseñador Kremer K3 y K4 y la variación JLP)
- BMW 320i
- Toyota Celica Turbo A22 (1ª Generación)
- Toyota Celica Turbo A45 (2ª Generación)
- Nissan Skyline RS Silhouette Formula
- Nissan Nichira Impul Silvia
- Mazda RX-7 SA22
- Nissan Bluebird SSS Turbo
- BMW 3.0CSL
- BMW M1
- Ferrari 512BB
- Lancia Stratos Turbo
- Lancia Beta Montecarlo Turbo
- Ferrari 512BB LM
- Ford Capri
- Ford Escort
- Zakspeed Lotus Europa Grupo 5

## Competiciones que incluían vehículos del Grupo 5
1ª Generación
- Campeonato Internacional de Marcas (1970 a 1971)

2ª Generación
- Campeonato Mundial de Marcas (1972 a 1975)

3ª Generación
- Campeonato Mundial de Marcas (1976 a 1980)
- Deutsche Rennsport Meisterschaft
- Campeonato IMSA GT (clase GTX)
- Campeonato Japonés de Sport Prototipos
- Fuji Super Silhouettes